# Gabriela Billotti
Gabriela Billotti (La Plata, 8 de julio de 1965) es una actriz argentina radicada en Perú, que ganó reconocimiento por su amplia trayectoria artística, participando en diferentes producciones teatrales y televisivas en el dicho país.

## Biografía
Nació el 8 de julio de 1965 en La Plata, Argentina; proveniente de una familia de raíces italianas. Comenzó su carrera artística en el año 1976 como actriz infantil, participando en diferentes obras de teatro en Perú. Sin embargo, puso pausa a su faceta actoral, para estudiar la facultad de psicología en su país natal.
Se formó como actriz profesional en los talleres del actor Alberto Ísola.
Tras haber abandonado sus estudios universitarios faltando un año de terminar, Billotti regresa a Perú en el año 1987 para retomar su carrera en la actuación de manera definitiva, participando en la telenovela Solo por tí. En el año 1990 fue parte del elenco central de la obra El matrimonio de Bette y Boo.
Pero fue hasta el año 1994, cuando ganaría reconocimiento en la televisión peruana, interpretando a Sor Mariana en la telenovela Los de arriba y los de abajo de ATV, conformando el elenco principal. Al poco tiempo, se une a la otra producción televisiva Los unos y los otros. En el año 1995, hace su debut en el teatro peruano con la obra teatral De repente un beso e inicia una etapa en los proyectos actorales del dramaturgo y guionista Eduardo Adrianzén. En el año 1997, participó en la obra teatral Dime que tenemos tiempo y al año siguiente, fue parte del mismo formato Tres amores posmodernos, estrenado en el Teatro Alianza Francesa.
En el año 2002 se une al elenco central de la telenovela Qué buena raza de Frecuencia Latina, bajo el papel de María Lourdes «Lulú» Benacerraf, la madre de Junior Stewart.
Billotti asume el protagónico de la obra teatral La mujer sin memoria en 2010, conformando el elenco con Natalia Torres Vilar y Camila Mac Lennan. En ese mismo año, participó en el montaje Griegas malditas griegas, bajo el papel de la hechicera Medea.
Al año siguiente, participa en la obra teatral Después que pase el tren como protagonista.
Fue coprotagonista de la obra teatral Dos reinas y media en 2013, dirigida por Mateo Gamarra, bajo el papel de la emperatriz rusa Alejandra Romanova.
En el año 2014, participó en el elenco central de la ficción Confusiones del director David Carrillo, estrenada en el Teatro de Lucía. Gracias a su interpretación, le valió la premiación a «mejor actriz de reparto» por parte de los Premios El Oficio Crítico a finales de año.
Más tarde, en el año 2016 Billotti asume el rol protagónico de la adaptación de la obra Independencia de Lee Bleesing, siendo estrenada en el Teatro Racional.
En el año 2021, fue coprotagonista de la obra teatral histórica ¡Somos libres!, dirigida por el actor Leonardo Torres Vilar.
En el año 2023, asume el rol de protagonista de la obra teatral Cuídate de mi, en reemplazo de la también actriz Attilia Boschetti, estrenada en el Teatro de la Asociación de Artistas Aficionados y bajo la dirección de Eduardo Adrianzén. En ese mismo conforma el elenco protagónico del remake de Hermanas, cómo quería nuestra madre de la dramaturga Franca Valeri, al lado de los actores Attilia Boschetti y Claudio Calmet, interpretando el papel de Puppa, una señora adulta mayor con quien convivía con Jeanette en la soledad.
Al año siguiente, Billotti fue parte de la obra teatral Apenas el fin del mundo, dentro del reparto central, conformando al lado de Valentina Saba, Anneliese Fiedler, Jorge Armas y Alejandro Guzmán, incluyendo la participación de Rodrigo Torres como director general. En la dicha producción interpreta al papel de la Madre.
Fue antagonista principal de la telenovela cómica Los otros Concha de América Televisión en 2024, bajo el papel de Leticia Sanguinetti, la madre de Catalina Wissef.[cita requerida]
En el año 2025, asume el coprotagónico de la obra teatral Un rato con él conformando el elenco al lado de Aldo Miyashiro, Beto Ortiz, Roxana Yépez y Gilberto Nué, estrenada en el Nuevo Teatro Julieta.

## Filmografía

### Televisión
- Solo por ti (1987), reparto central.
- Velo negro, velo blanco (1991), reparto principal.
- La Baronesa de Galápagos (1992), reparto central.
- Los de arriba y los de abajo (1994), Sor Mariana (reparto principal).
- Los unos y los otros (1995), reparto principal.
- Isabella, mujer enamorada (1999), Sofía (reparto secundario).
- Pobre diabla (2000), Dra. Ana María Torreblanca (reparto recurrente).
- Qué buena raza (2002-2003), María Lourdes «Lulú» Benacerraf de Stewart (reparto principal).
- Demasiada belleza (2003), Sor Nicolette (reparto principal).
- Eva del Edén (2004-2005), Elvira Arias Maldonado (reparto central).
- Viento y arena (2005), reparto secundario.
- Amores como el nuestro (2006), reparto secundario.
- Baila reggaeton (2007), Úrsula (reparto principal).
- Sabrosas (2008), Verónica (reparto principal).
- Clave uno: médicos en alerta (2009), reparto recurrente.
- Matadoras (2010), Danuska Carrillo (reparto central).
- Corazón de fuego (2011), Rebeca Ramos Velarde (reparto recurrente).
- Guerreros de arena (2013), Margarita (reparto central).
- Nuestra historia (2015), Rosario de Ángeles (reparto central).
- Mujercitas (2017), Delicia de los Ríos de Pacheco (reparto principal).
- Mi esperanza (2018), Romina Sulca Montenegro (antagonista principal).
- En la piel de Alicia (2019), Ofelia Arias Chávez de León (reparto principal).
- Mi vida sin ti (2020), Elvira (reparto recurrente).
- Maricucha (2023), Lucrecia Barda «la Bruja» (reparto recurrente).
- Los otros Concha (2024), Leticia Sanguinetti de Wissef (antagonista principal).
- Nina de azúcar (2025), Victoria Jiménez (reparto recurrente).

### Cine
- Oliver's Deal (2015), Señora López (reparto principal).

## Teatro
- El matrimonio de Bette y Boo (1990), reparto central.
- De repente un beso (1995), reparto principal.
- Dime que tenemos tiempo (1997), reparto principal.
- Tres amores postmodernos (1998), reparto central.
- La mujer sin memoria (2010), protagonista.
- Griegas malditas griegas (2010), Medea (coprotagonista).
- Después que pase el tren (2011), protagonista.
- Dos reinas y media (2013), Alejandra Romanova (coprotagonista).
- Confusiones (2014-2015), reparto central.
- Independencia (2016), protagonista.
- Monólogos de la vagina (2016), protagonista.
- La madre que te parió (2019), reparto central.
- ¡Somos libres! (2021), reparto central.
- Cuídese de mi (2023), protagonista.
- Hermanas, cómo quería nuestra madre (2024), la Madre (reparto central).
- Un rato con él (2025), coprotagonista.
- Esto si es personal (2025), protagonista.

## Premios y nominaciones
| Año  | Premios                   | Categoría               | Trabajo     | Resultado | Ref.  |
| ---- | ------------------------- | ----------------------- | ----------- | --------- | ----- |
| 2015 | Premios El Oficio Crítico | Mejor actriz de reparto | Confusiones | Ganadora  | [ 2 ] |